# Альмалуес
Альмалуес (ісп. Almaluez) — муніципалітет в Іспанії, входить у провінцію Сорія у складі автономного співтовариства Кастилія-і-Леон. Муніципалітет розташований у складі района (комарки) Кампо-де-Гомара. Площа 159,11 км². Населення 211 чоловік (на 2008 рік).